# Никола Петров (революционер)
Вижте пояснителната страница за други личности с името Никола Петров.
Никола (Кольо) Петров – Даскала е български учител и революционер, деец на Вътрешната македоно-одринска революционна организация (ВМОРО).

## Биография
Роден е около 1878 година в българския южномакедонски град Кукуш, тогава в Османската империя, днес Килкис, Гърция. Влиза във ВМОРО и става член на Цариградския революционен комитет. През януари 1903 година е делегат на Солунския конгрес на организацията, взел решение за курс към въоръжено въстание. След въстанието се провежда околийски конгрес в Кукуш в 1904 година край Арджанското езеро, на който е избрано ново ръководство на ВМОРО, в което влизат Дино Кирлиев, Йордан Икономов, Аспарух Измирлиев, Гоце Имов, Никола Петров, Тено Цървениванов, Вангел Казански и Христо Янков.
Никола Петров завършва трети педагогически курс в Серското педагогическо училище през 1903 година. Става учител в родния си Кукуш през 1904 година. В 1905 година е учител и член на околийския революционен комитет. През 1907 година властите го арестуват, осъждат и затварят в Беяз куле в Солун. Амнистиран е на следната 1908 година след Младотурската революция.  Делегат е от Кукуш на Учредителния конгрес на Народната федеративна партия през август 1909 година.
През учебната 1909/1910 година е учител в Съботско.
След войните подкрепя левицата в македонското освободително движение.